# Julián Cuenca
Julián Cuenca Sánchez (Madrid, España, 14 de noviembre de 1923 — 3 de febrero de 1969) es un exfutbolista español que se desempeñaba como centrocampista.

## Clubes
| Club                         | País   | Año       |
| ---------------------------- | ------ | --------- |
| Atlético Aviación            | España | 1944-1950 |
| R. C. Deportivo de La Coruña | España | 1950-1957 |